# 梁寶榮
梁寶榮，GBS，CBE，JP（1949年9月18日—），前香港公務員，1973年6月加入香港政府政務職系，1996年6月晉升為首長級甲一級政務官。在政務職系服務期間，梁寶榮曾任職多個決策局和部門。1987年4月至1990年9月任副政務司。1990年9月至1992年12月任副規劃環境地政司。1992年12月至1995年3月任總督府私人秘書。1995年5月至1998年11月任規劃環境地政司、規劃環境地政局局長。1998年11月至2005年10月任香港特別行政區政府駐北京辦事處首任主任。

## 榮譽
- 英帝國司令勳章 （1997年）
- 金紫荊星章（2004年）[2]
- 非官守太平紳士（2007年）